# Amores con trampa
Amores con trampa es una telenovela de comedia dramática mexicana producida por Emilio Larrosa para Televisa en el 2015. La telenovela es una adaptación de la historia chilena de 2013, Somos los Carmona, siendo adaptada por el mismo Larrosa en conjunto con Saúl Pérez Santana y María Antonieta Gutiérrez. La producción de la telenovela inició en noviembre de 2014. Se estrenó por el Canal de las Estrellas el 2 de marzo de 2015 en sustitución de Mi corazón es tuyo, y finalizó el 23 de agosto del mismo año siendo reemplazado por Antes muerta que Lichita.
Está protagonizada por  África Zavala, Eduardo Yáñez, Itatí Cantoral y Ernesto Laguardia, junto con Harry Geithner y Nora Salinas en los roles antagónicos, acompañados de Ignacio López Tarso y Luz María Aguilar.

## Sinopsis
La familia Carmona vive una vida tranquila y sencilla de campo en un pueblo ubicado en una zona rural y además posee una de las minas de minerales más importantes de la región. Se ven forzados a mudarse a la ciudad después de que el gobierno comprara su extensa propiedad por una gran suma de dinero. La familia está conformada por Facundo y María, que tienen cuatro hijos, Alberto de 21 años, Carmen Gloria ‘Yoya’ de 18, Susana de 14 y Jacinto de 10. Al llegar a la ciudad, se enfrentan a muchos conflictos propios de la adaptación a la misma, generando problemas familiares al querer regresar algunos a la vida tranquila del campo que los vio crecer.
Los Velasco son los vecinos elegantes y sofisticados del barrio a donde llegan a vivir los Carmona. La familia de los Velasco está conformada por Isabel y Santiago; él posee una constructora que se encuentra en bancarrota. Esta pareja cuida a sus sobrinos Felipe de 20, Rocío de 18, y tienen una hija de 14 años llamada Alejandra.
El primer conflicto surge cuando Los Carmona llegan a la ciudad con sus animales, quienes causan destrozos a la casa de los Velasco, siendo el punto de inicio de las diferencias entre los vecinos.
A medida que pasa el tiempo, Santiago se da cuenta de que Facundo es millonario y que él podría salvar a su constructora invirtiendo en ella, pero la avaricia es más grande y le comete un fraude. Entre los planes de Santiago está que Isabel seduzca a Facundo para que este siga invirtiendo más en la empresa, surgiendo ahí el primer conflicto amoroso.
Entre los jóvenes también hay varios amoríos, el más fuerte es entre Alberto y Rocío, pero hay muchas mentiras y obstáculos que les impedirán vivir su amor. Entre ellos hay amigos en común, quienes conviven en la universidad, la cual también tendrá un papel en los conflictos que se desaten entre ellos y sus múltiples amigos.

## Elenco
- Itatí Cantoral - Isabel Bocelli de Velasco
- Eduardo Yáñez - Facundo Carmona de la Garza
- Ernesto Laguardia - Santiago Velasco
- África Zavala - María Sánchez de Carmona
- Nora Salinas - Estefany Godínez Del Real
- Harry Geithner - Esteban Cifuentes
- Ignacio López Tarso - Porfirio Carmona
- Luz María Aguilar - Perpetua Sánchez
- Agustín Arana - Florencio Gallardo
- Maribel Fernández - Concepción "Conchita"
- Lorena Herrera - Ángeles Sánchez "la Pantera de los ojos grises"
- José Eduardo Derbez - Felipe Velasco
- Aldo Guerra - Alberto Porfirio "Beto" Carmona Sánchez
- Scarlet Dergal - Rocío Velasco Bocelli
- Jessica Decote - Carmen Gloria "Yoya" Carmona Sánchez
- Boris Duflos - Diego Briceño
- Lore Graniewicz - Hilda de las Mercedes Sánchez
- Flor Martino - Francisca "Francis/Pancha"
- Arturo Vázquez - Panzón Esquivel
- Lorena Velázquez - Corina Bocelli
- Ceci Flores - Susana Carmona Sánchez
- Rubén López - Jacinto Carmona Sánchez
- Jocelin Zuckerman - Alejandra Velasco Bocelli
- Emilio Caballero - Andrés Briceño
- Rosita Pelayo - Humilde Sánchez
- Irina Areu - Martina de la Garza de Carmona
- Érika García - Jéssica
- Kristel Moesgen - Nicolasa
- Bárbara Gómez - Esperanza "Pelancha"
- Ricardo Margaleff - Mauricio Gael Luna Velasco
- Diana Villa - Mireya
- Ricardo Silva - Frederick Von Sánchez
- Adriana Williams - Andrea
- Rudy Casanova - Franklin Jackson
- Elizabeth Valdez - Malena Bocelli
- Marina Marín - Abuela Ruperta
- Lupillo Rivera - Él Mismo
- Julián Figueroa - Él Mismo (actuación especial que iba a tener Joan Sebastian)

## Amor imposible[citarequerida]
Amor imposible es un segmento de la telenovela, en el que "Pelancha", es fanática de una telenovela llamada "Amor imposible, imposible, imposible...", Pelancha todos los días ve la telenovela que se trata de dos personas que están profundamente enamoradas, pero sus respectivas parejas no los dejan ser felices con quien de verdad quieren. Los personajes de este segmento son:
- Hugo Aceves - Ramón Arturo
- Gloria Sierra - Julia Villalpando
- Héctor Fule - El Jardinero
- Virginia Cortéz - Renata
- Alan Slim - Orlando Jeremías

## Versiones
- Amores con trampa es una adaptación de Somos los Carmona, telenovela chilena de 2013; producción de TVN, protagonizada por Álvaro Rudolphy y Carolina Arregui.

## Premios y nominaciones

### Premios TvyNovelas 2016
| Categoría               | Persona                        | Resultado |
| ----------------------- | ------------------------------ | --------- |
| Mejor primer actor      | Ignacio López Tarso            | Nominado  |
| Mejor actriz juvenil    | Scarlet Dergal                 | Nominada  |
| Mejor actor revelación  | Aldo Guerra                    | Nominado  |
| Mejor actriz revelación | Jessica Decote                 | Nominado  |
| Mejor tema musical      | 'La Trampa' por Joan Sebastian | Nominado  |
| Mejor multiplataforma   | Emilio Larrosa                 | Nominado  |

### Premios Bravo
| Año  | Categoría                  | Nominado       | Resultado |
| ---- | -------------------------- | -------------- | --------- |
| 2016 | Mejor revelación masculina | Aldo Guerra    | Ganador   |
| 2016 | Mejor revelación femenina  | Jessica Decote | Ganadora  |
| 2016 | Mejor actor infantil       | Rubén López    | Ganador   |